# Tosanoides obama
Espèce
Tosanoides obama est une espèce de poissons des récifs coralliens de la famille des Serranidae.

## Répartition et habitat
Tosanoides obama a été découvert au monument national marin de Papahānaumokuākea, à Hawaï. Ces poissons vivent en petits groupes dans des trous dans les récifs à une profondeur d'environ 90 m. À la suite de la découverte, la taille de la réserve a été augmentée.

## Description
Tosanoides obama peut mesurer jusqu'à 43 mm, queue non comprise.

## Classification
Le nom valide complet (avec auteur) de ce taxon est Tosanoides obama Pyle (d), Greene (d) & Kosaki (d), 2016.

## Étymologie
Son épithète spécifique, obama, lui a été donnée en l'honneur de Barack Obama, 44e président des États-Unis, pour ses efforts visant à préserver les environnements naturels, notamment sa décision d'agrandir le monument national marin de Papahānaumokuākea, quelques semaines après la découverte de cette nouvelle espèce. À noter l'absence du suffixe « i » habituellement employé pour les épithètes spécifiques liées à des personnes,.
Pyle et son équipe ont également noté une tache distinctive sur la nageoire dorsale du mâle rappelant le logo de la campagne d'Obama.

## Publication originale
- (en) Richard L Pyle, Brian D Greene et Randall K Kosaki, « Tosanoides obama, a new basslet (Perciformes, Percoidei, Serranidae) from deep coral reefs in the Northwestern Hawaiian Islands », ZooKeys, Sofia, Pensoft Publishers (d), vol. 641, no 641,‎ 21 décembre 2016, p. 165-181 (ISSN 1313-2989 et 1313-2970, OCLC 248547717, PMID 28138296, PMCID 5240353, DOI 10.3897/ZOOKEYS.641.11500).